# Wilkesboro (North Carolina)
Wilkesboro er amtshovedstad (county seat) i Wilkes County i North Carolina, USA. Byen ligger på den sydlige bred af Yadkin River, og på den nordlige bred ligger North Wilkesboro, North Carolina. Hver af de to byer har eget bystyre, og er helt selvstændige trods placering og navnesammenfald. Wilkesboro er omkring 90 år ældre end North Wilkesboro og indbyggerne har en noget højere gennemsnitsindkomst.

## Historie
I 1750 var Christopher Gist (eller Guess) den første hvide mand, der slog sig ned ved Yadkin-floden. Han byggede sit hus ca. 1,5 km vest for det nuværende Wilkesboro. Det var Gist som senere viste Daniel Boone vej til Kentucky. Gists søn, Nathaniel, blev gift med cherokeserpigen Wuteh, som var søster til de kendte cherokeser høvdinge Old Tassel og Doublehead. En af Nathaniels og Wurtehs sønner var Sequoyah (George Gist/Guess), den endnu mere berømte cherokeser, som opfandt cherokesernes eget alfabet.
Området, hvor Wilkesboro ligger blev oprindeligt kaldt Keowee på cherokeser sproget, hvilket betyder Morbærmarken, og på det sted, hvor nu Wilkesboro ligger, lå en Cherokee landsby. Wilkesboro blev grundlagt i 1800 af William Lenoir, der havde været kaptajn under den amerikanske revolution og senere blev general i den lokale milits.. Han ville ikke have byen opkaldt efter sig selv, så han opkaldte den efter countyet, der på sin side var opkaldt efter John Wilkes, en englænder, der havde talt koloniernes sag i det engelske parlament.
I slutningen af 1830'erne slog Chang og Eng Bunker, de oprindelige siamesiske tvillinger sig ned i byen, hvor de åbnede en blandet landhandel. Denne gik dog ikke så godt, så de to brødre flyttede til Traphill i det nordlige Wilkes County, hvor de slog sig ned som landmænd. Her blev de gift med de to søstre Sallie og Adelaide Yates
Under den amerikanske borgerkrig forblev de fleste af Wilkesboros indbyggere loyale overfor unionen, som det var tilfældet i det meste af amtet. Ved afstemningen om North Carolinas løsrivelse fra unionen i maj 1861, var der kun 51 i hele Wilkes County, der stemte for løsrivelse. 1.890 stemte imod. Dette fik den konsekvens, at sydstatstilhængere i området kaldte Wilkes County for "The Old United States".  I 1865 blev byen angrebet af nordstatstropper under general George Stoneman, og domhuset blev brændt ned. Dette vendte i nogen grad stemningen i byen mod nordstaterne.
 I 1866 blev en ung pige, Laura Foster, myrdet i Elkville, én af de bebyggelser, der lå i nærheden af Wilkesboro. Der blev afgivet arrestordre mod Thomas C. Dula og sheriffen i Wilkes County lod Dula anholde og indsætte i fængslet i Wilkesboro. Senere blev Ann Melton anklaget som medskyldig i mordet og indsat i fængslet. Sagen kom for en storjury i det genopbyggede domhus, og denne fandt grundlag for at rejse tiltale mod de to anklagede, men inden sagen kom for retten, blev den overført til naboamtet, Iredell County, og de to anklagede blev overført til fængslet i Statesville i dette amt. Fængslet i Wilkesboro, hvor de to anklagede var indsat er i dag museum, og betragtes som et af de bedste eksempler på fænglser fra midten af 1800-tallet i USA.

## Befolkning
Byen har (2000) 3.158 indbyggere. Heraf er 85 % hvide, 10 % af afrikansk oprindelse, 3% af asiatisk oprindelse, 0,2 % er oprindelige amerikanere, og knap 2 % andre.
Gennemsnitsindkomsten i byen var ca. $ 41.000, noget højere end staten North Carolinas gennemsnit på knap $ 32.000 og også højere end gennemsnittet for Wilkes County, der er på ca. $34.000. 11,6 % af befolkningen i byen levede under USA's fattigdomsgrænse.

## Forretningsliv og kultur
Byens største virksomhed er et fjerkræslagteri tilhørende virksomheden Tyson Foods. Herudover er der mange møbel- og tekstilvirksomheder i byen.
Byen har en meget aktiv teatergruppe, "The Wilkes Playmakers", der blandt andet hver sommer opfører et skuespil om Tom Dooley.
Desuden er byen vært for MerleFest Music Festival. Dette er USA's største bluegrass og folkemusik festival. Den ledes og sponseres af musikeren og guitaristen Doc Watson, og den samler hvert år omkring 85.000 tilhørere. Festivallen finder sted på Wilkes Community College.

## Eksterne links
- Officiel hjemmeside for byen
- Nyheder fra Wilkesboro Arkiveret 12. maj 2013 hos  Wayback Machine
- Officiel hjememside for MerleFest Musikfestival
- Hjemmeside for Wilkes Community College
- Hjemmeside for Wilkes Playmakers
- Om Old Wilkes Jail Arkiveret 28. september 2007 hos  Wayback Machine

36°08′33″N 81°09′45″V / 36.1425°N 81.1625°V